# جک نلسون (بازیگر)
جک نلسون (انگلیسی: Jack Nelson؛ ۱۵ اکتبر ۱۸۸۲ – ۱۰ نوامبر ۱۹۴۸) بازیگر و کارگردان اهل ایالات متحده آمریکا بود. طبق اطلاعات بانک اطلاعات اینترنتی فیلم‌ها، او در ۱۰۸ فیلم سینمایی کوتاه و بلند بازی کرده و ۵۹ فیلم نیز کارگردانی نموده است.

## گزیده فیلمشناسی
از فیلم‌های او می‌توان به تارزان نیرومند (۱۹۲۸) اشاره نمود.